# 98

98(구십팔)은 97보다 크고 99보다 작은 자연수다.

## 수학
- 합성수로, 그 약수는 1, 2, 7, 14, 49, 98이다. 진약수의 합은 73이므로, 98은 부족수다.
- {\displaystyle 98=3+5+7+11+13+17+19+23}
  - 연속하는 소수(素數) 8개의 합으로 나타낼 수 있으며, 이 성질을 지닌 앞의 수는 77, 다음 수는 124다.
- {\displaystyle 98=1^{4}+2^{4}+3^{4}}
  - 연속하는 세 자연수의 네제곱합으로 나타낼 수 있는 가장 작은 수이며, 이 성질을 지닌 다음 수는 353이다.

## 과학·기술
- 캘리포늄(Cf)의 원자번호.
- NGC 98: 봉황새자리 방향에 있는 나선은하.
- 윈도우 98을 줄여서 98이라고 부른다.

## 교통
- 고속도로
  - 유럽 고속도로 98호선: 튀르키예 이스탄불에서 레이한르까지 이어지는 유럽 고속도로.
  - 아우토반 98호선(영어판, 독일어판): 독일의 고속도로.

- 국도 제98호선
  - 미국 98번 국도: 미시시피주 미드빌 플로리다주 팜비치까지 이어지는 미국의 국도.
    - 미국의 일반 국도 중 101번 이후의 국도 노선을 제외한 2자리수 국도 번호의 마지막 번호다.

  - 이란 98번 국도: 호르모즈간주 자스크에서 시스탄오발루체스탄주 구아트르까지 이어지는 이란의 국도.

- 기타 도로
  - 현도 제98호선

## 군사
- U-98: 독일의 군용 잠수함. 제1차 세계 대전에 사용된 1917년제 모델(영어판)과 제2차 세계 대전에 사용된 1940년제 모델(영어판)이 있다.

## 문화유산
- 대한민국의 국보 제98호: 청자 상감모란문 항아리
- 대한민국의 보물 제98호: 충주 철조여래좌상
- 대한민국의 사적 제98호: 양산 북부동 산성

## 방송
- 스카이라이프의 MGTV 채널 번호.
- 지니 TV의 채널A플러스 채널 번호.
- B tv의 MBN플러스 채널 번호.
- U+ TV의 tvN 쇼 채널 번호.
- LG헬로비전의 GMTV 채널 번호.
- B tv 케이블의 더라이프 채널 번호.
- KT HCN의 TLC여행레저채널 채널 번호.

## 기타
- 날짜: 9월 8일
- 연도: 98년, 기원전 98년
- 옛날 한국에서 병사를 경멸한 호칭이 98이었다. 군사 병(兵)을 파자하면 언덕 구(丘)와 여덟 팔(八)이 되고, 이 두 글자를 이어서 읽으면 98을 한 자리씩 읽은 ‘구팔’과 음이 같았기 때문이었다.